# Lake Pleasant (Arizona)
Der Lake Pleasant ist ein See in der Stadt Peoria im Yavapai County und im Maricopa County im US-Bundesstaat Arizona. Er hat eine Fläche von 40 km². Besucher können auf dem See Wasserski fahren und einen Campingplatz am Ufer nutzen. Der Lake Pleasant entstand durch die Aufstauung des Agua Fria River durch den Waddell-Staudamm.